# Ctenoluciidae
Famille
Les Ctenoluciidae sont une famille de poissons d'eau douce de l'ordre des Characiformes.

## Liste des genres
Selon World Register of Marine Species (22 décembre 2023) :
- Boulengerella Eigenmann, 1903
- Ctenolucius Gill, 1861

## Galerie

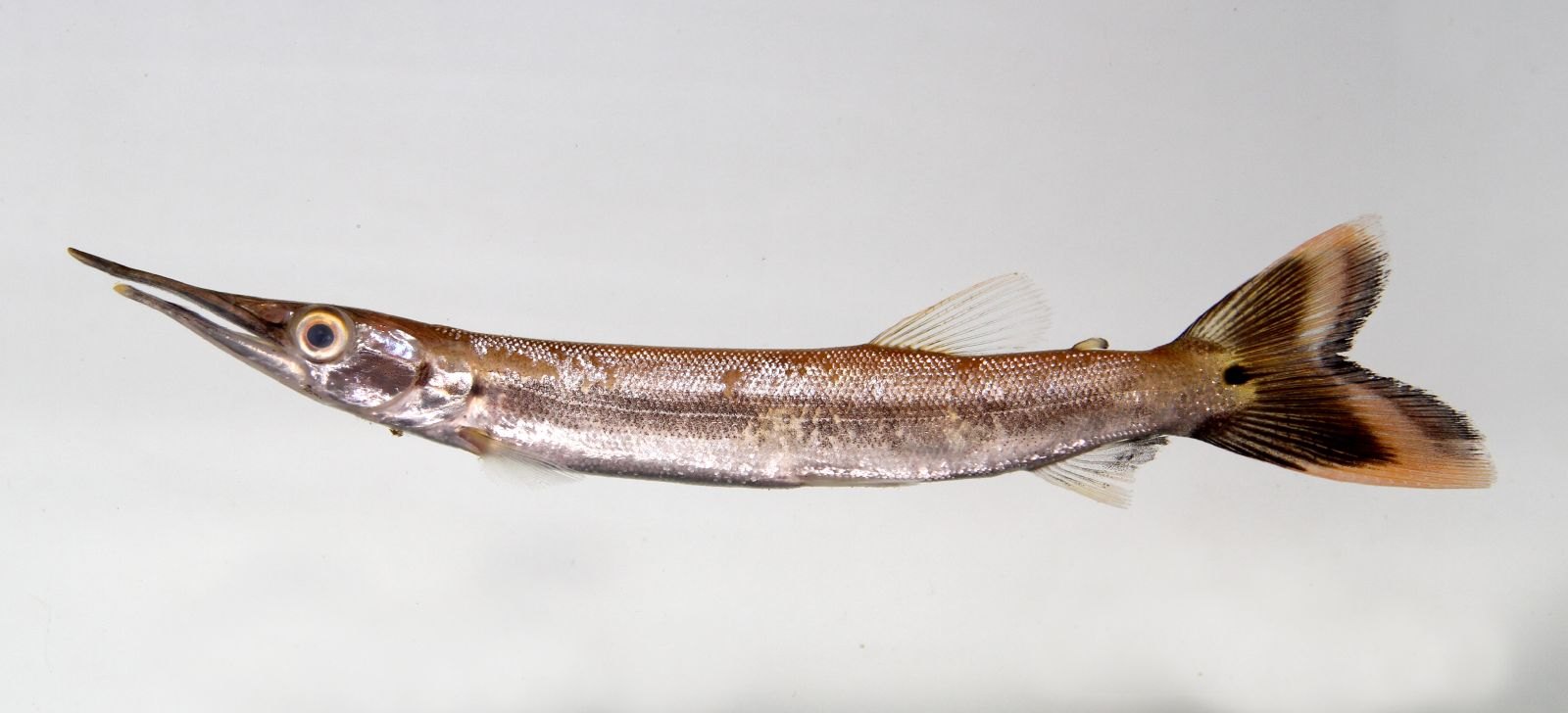
Boulengerella sp. (juvénile).
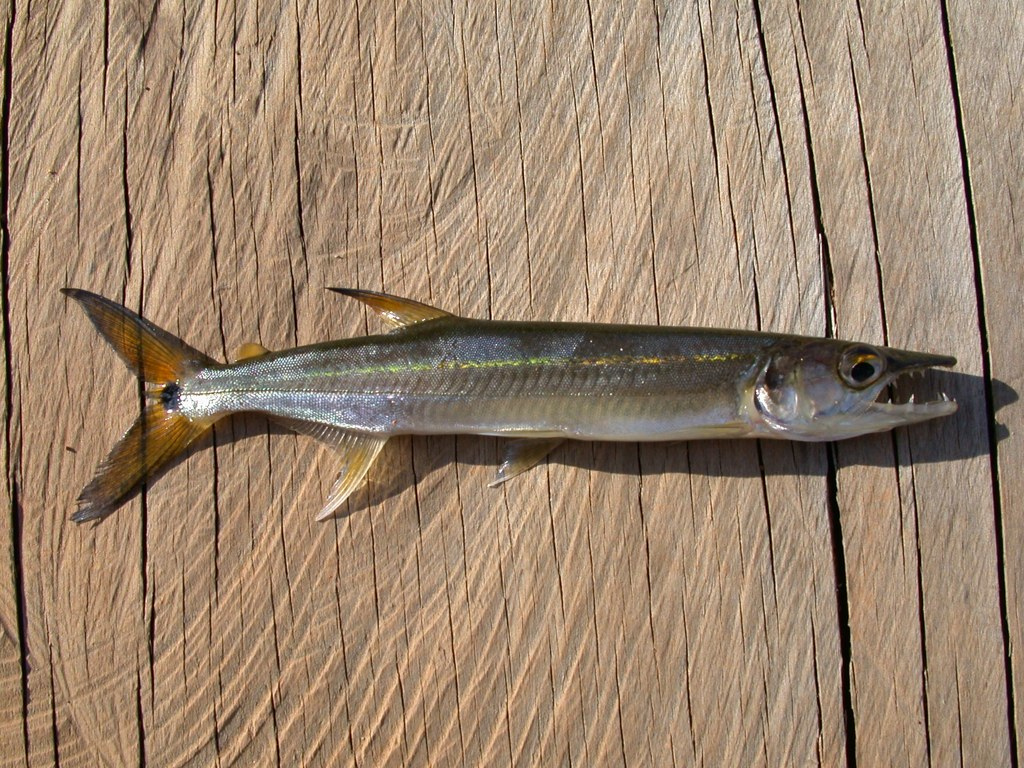
Boulengerella cuvieri.
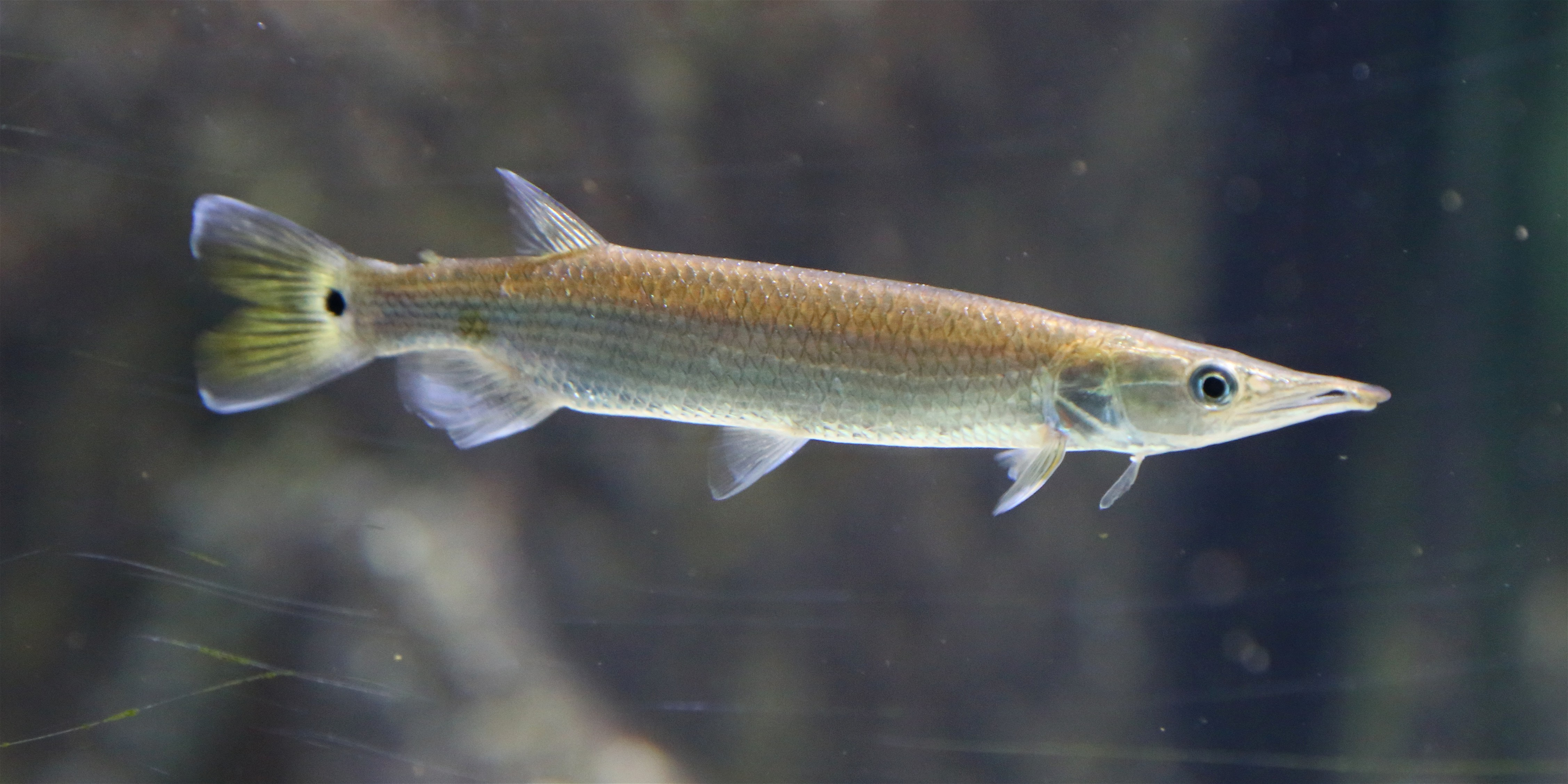
Ctenolucius hujeta.
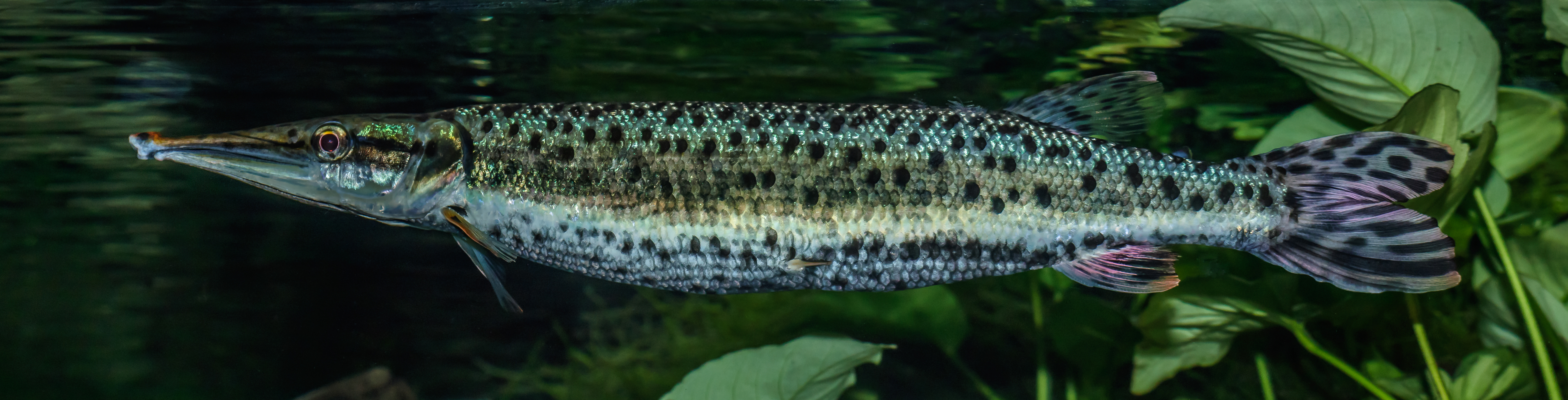
Boulengerella maculata.

## Classification
Le nom valide complet (avec auteur) de ce taxon est Ctenoluciidae Schultz (d), 1944,.
Cette famille a été initialement créée comme une sous-famille des Characidae (nommée Characinidae dans le texte).

## Publication originale
- (en) Leonard P. Schultz, « The fishes of the family Characinidae from Venezuela, with descriptions of seventeen new forms », Proceedings of the United States National Museum, Washington, United States Government Printing Office, vol. 95, no 3181,‎ 6 septembre 1944, p. 235-367 (ISSN 0096-3801 et 2377-6560, OCLC 1259735, lire en ligne).